# Tropidophorus grayi
Espèce
Synonymes
- Tropidophorus cocincinensis Gray, 1845
- Enoplosaurus insignis Sauvage, 1879

Statut de conservation UICN

 LC  : Préoccupation mineure
Tropidophorus grayi est une espèce de sauriens de la famille des Scincidae.

## Répartition

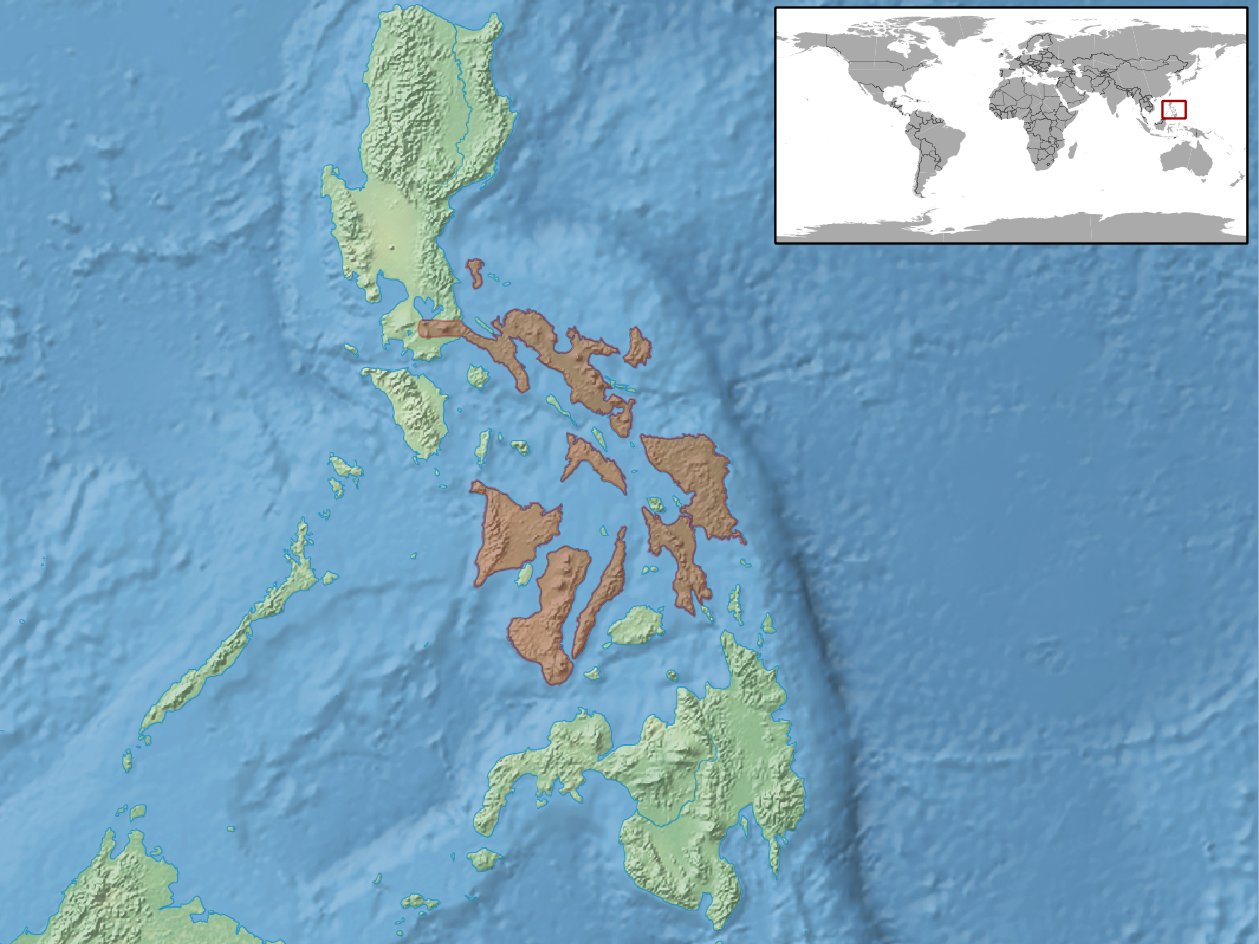
Répartition de l'espèce.

Cette espèce est endémique des Philippines. Elle se rencontre sur les îles de Luçon, de Polillo, de Masbate, de Panay, de Negros, de Leyte, de Cebu, de Catanduanes et de Samar.

## Étymologie
Cette espèce est nommée en l'honneur de John Edward Gray.

## Publications originales
- Günther, 1861 : Second list of Siamese reptiles. Annals and magazine of natural history, sér. 3, vol. 8, p. 266-268 (texte intégral).
- Günther, 1861 : Second list of Siamese reptiles. Proceedings of the Zoological Society of London, vol. 1861, p. 187-189 (texte intégral).